# Altenburgwarte

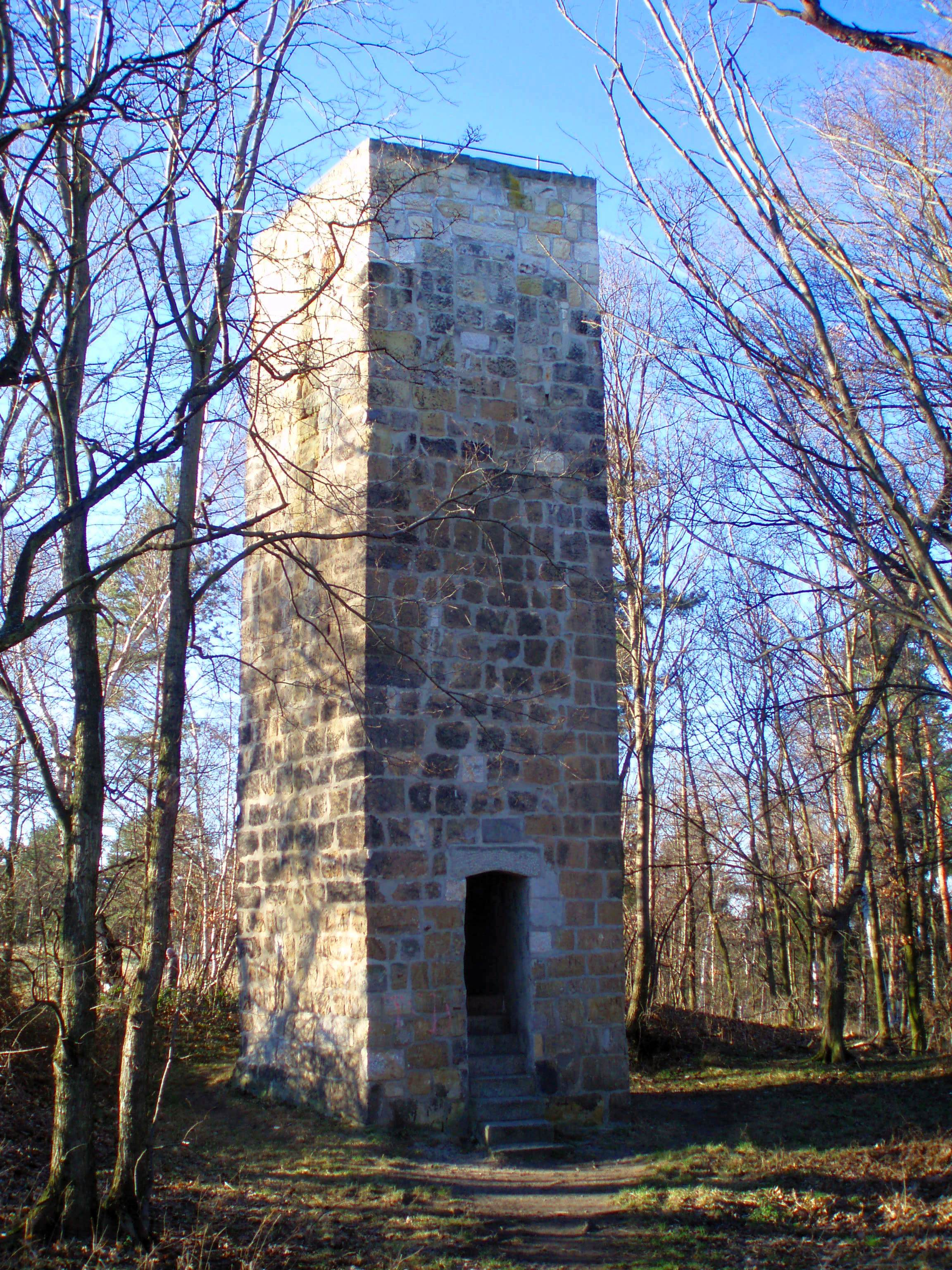
Altenburgwarte

Die Altenburgwarte ist ein Aussichtsturm 700 Meter südwestlich der Stadt Quedlinburg in Sachsen-Anhalt.
Die Warte gehört zum Quedlinburger Warten- und Landgrabensystem und befindet sich auf einem der höchsten Punkte (rund 198 Meter) eines Sandsteinhöhenzuges, der die Altenburg genannt wird.
Die ursprüngliche Warte in Form eines etwa fünf Meter dicken Rundturmes stammte aus dem 14. oder 15. Jahrhundert. Aus den verwitterten Resten errichtete der Harzklub 1889 einen neuen Turm, der nach mehreren Restaurierungen heute als etwa zehn Meter hoher fünfeckiger Aussichtsturm mit Wendeltreppe genutzt wird, dessen Plattform über 51 Stufen zu erreichen ist.